# Bodtjärnen (Fors socken, Jämtland)
Bodtjärnen är en sjö i Ragunda kommun i Jämtland och ingår i Indalsälvens huvudavrinningsområde. Sjön har en area på 0,048 kvadratkilometer och ligger 217,9 meter över havet.

## Delavrinningsområde
Bodtjärnen ingår i det delavrinningsområde (698792-153870) som SMHI kallar för Namn saknas. Medelhöjden är 236 meter över havet och ytan är 11,84 kvadratkilometer. Räknas de 2281 avrinningsområdena uppströms in blir den ackumulerade arean 24 480,52 kvadratkilometer. Avrinningsområdets utflöde Indalsälven mynnar i havet. Avrinningsområdet består mestadels av skog (77 procent). Avrinningsområdet har 0,29 kvadratkilometer vattenytor vilket ger det en sjöprocent på 2,4 procent.